# Tylos exiguus
Tylos exiguus är en kräftdjursart. Tylos exiguus ingår i släktet Tylos och familjen Tylidae.
Artens utbredningsområde är Röda havet. Inga underarter finns listade i Catalogue of Life.